# Stirlingov ciklus
Stirlingov ciklus ili proces je termodinamički kružni ciklus po kojem rade Stirlingovi uređaji. Ciklus i uređaj koji radi po njemu su osmislili i patentirali braća Robert Stirling, svećenik, i James Stirling, inženjer, 1816. godine. Kako je riječ o termodinamičkom kružnom ciklusu, to znači da se ciklus vodi između dva toplinska spremnika različitih temperatura, tj. između ogrjevnog i rashladnog spremnika, a ukupna izmijenjena toplina između toplinskih spremnika jednaka je ukupnom izvršenom mehaničkom radu. Stirlingov ciklus može biti desnokretan ili lijevokretan; ako je desnokretan, mehanički rad se dobiva te uređaj radi kao motor, a ako je lijevokretan, mehanički rad se troši te uređaj radi kao rashladni uređaj ili dizalica topline. Specifičnost Stirlingovog ciklusa u odnosu na ostale kružne procese je taj što osim što je teoretski izveden kao zatvoren sustav, tako je izveden i u tehničkoj praksi; to znači da uređaji koji rade na principu Stirlingovog ciklusa nemaju usis i ispuh i da je unutar sustava sadržana konstantna masa radne tvari. Ciklus se u osnovi sastoji od dvije izoterme i dvije izohore.

## Teorijski Stirlingov ciklus
Teorijski Stirlingov ciklus razmotrit će se kao desnokretni zatvoreni ciklus; ciklus se sastoji od četiri promjene stanja:
- 1-2: izotermna kompresija - rashladni spremnik odvodi toplinu radnom mediju zbog čega se radnom mediju smanjuje volumen
- 2-3: izohorno dovođenje topline - stlačeni radni medij prolazi kroz regenerator koji ga grije dovodeći mu toplinu pri konstantnom volumenu
- 3-4: izotermna ekspanzija - ogrjevni spremnik dovodi toplinu radnom mediju povećavajući mu volumen
- 4-1: izohorno odvođenje topline - radni medij se vraća kroz regenerator predajući mu toplinu pri konstantnom volumenu.

Dok se na jednom dijelu cilindra izvode promjene stanja 2-3 i 3-4, na drugom dijelu cilindra se izvode promjene stanja 4-1 i 1-2 i obratno.

### Energijska analiza Stirlingovog ciklusa
Specifična toplina se dovodi pri promjenama stanja 2-3 i 3-4:
{\displaystyle q_{23}=c_{v}\Delta T_{23}\ =c_{v}\left(T_{3}-T_{2}\right)\ >0\quad \left[J/kg\right]}
{\displaystyle q_{34}=T_{max}\Delta s_{34}\ =T_{max}R\ ln\left({\frac {v_{4}}{v_{3}}}\right)\ >0\quad \left[J/kg\right]}

gdje je {\displaystyle q} - specifična toplina, {\displaystyle c_{v}} - specifični toplinski kapacitet pri konstantnom volumenu, {\displaystyle T} - termodinamička temperatura, {\displaystyle s} - specifična entropija, {\displaystyle R} - individualna plinska konstanta, {\displaystyle v} - specifični volumen. Ukupno dovedena specifična toplina iznosi:
{\displaystyle q_{dov}=q_{23}+q_{34}\ >0\quad \left[J/kg\right]} .

Specifična toplina se odvodi pri promjenama stanja 4-1 i 1-2:
{\displaystyle q_{41}=c_{v}\Delta T_{41}\ =c_{v}\left(T_{1}-T_{4}\right)\ <0\quad \left[J/kg\right]}
{\displaystyle q_{12}=T_{min}\Delta s_{12}\ =T_{min}R\ ln\left({\frac {v_{2}}{v_{1}}}\right)\ <0\quad \left[J/kg\right]} .

Ukupno odvedena specifična toplina iznosi:
{\displaystyle q_{odv}=q_{41}+q_{12}\ <0\quad \left[J/kg\right]} .

Kako je ukupno dobiveni specifični rad {\displaystyle w_{uk}} jednak ukupno izmijenjenoj specifičnoj toplini:
{\displaystyle w_{uk}=q_{dov}-\left|q_{odv}\right|} ,

iz toga slijedi:
{\displaystyle w_{uk}=q_{23}+q_{34}-\left|q_{12}+q_{41}\right|}
{\displaystyle w_{uk}=c_{v}\left(T_{3}-T_{2}\right)+T_{max}R\ ln\left({\frac {v_{4}}{v_{3}}}\right)-\left[T_{min}R\ ln\left({\frac {v_{1}}{v_{2}}}\right)+c_{v}\left(T_{4}-T_{1}\right)\right]}.

U gornjoj jednadžbi su zamijenjena mjesta temperaturama {\displaystyle T_{4}} i {\displaystyle T_{1}} te specifičnim volumenima {\displaystyle v_{1}} i {\displaystyle v_{2}} jer se predznakom - uz veličinu {\displaystyle q_{odv}} već naglasila činjenica da se radi o odvedenoj toplini. Kako se proces izvodi regenerativno, izohorno dovedena i izohorno odvedena specifična toplina su teorijski jednake, ali suprotnih predznaka tako da se one poništavaju. Još se može primijetiti da su {\displaystyle v_{1}=v_{4}} i {\displaystyle v_{2}=v_{3}} iz čega se zaključuje da su {\displaystyle \Delta s_{12}\ =\Delta s_{34}\ } te iz tih spoznaja slijedi:
{\displaystyle w_{uk}=T_{max}R\ ln\left({\frac {v_{4}}{v_{3}}}\right)-T_{min}R\ ln\left({\frac {v_{4}}{v_{3}}}\right)}
{\displaystyle w_{uk}=\left(T_{max}-T_{min}\right)R\ ln\left({\frac {v_{4}}{v_{3}}}\right)\ >0\quad \left[J/kg\right]}

Gornja relacija predstavlja ukupno dobiveni specifični rad ciklusa, a ako ga se pomnoži s ukupnom masom radnog medija, tada se dobije ukupno dobiveni rad desnokretnog zatvorenog teorijskog Stirlingovog ciklusa. Snaga stroja koji bi radio na principu teorijskog Stirlingovog ciklusa {\displaystyle P_{S}} glasi:
{\displaystyle P_{S}=w_{uk}m_{uku}n\ >0\quad \left[W\right]}

gdje je {\displaystyle m_{uku}} - ukupna masa radnog medija, a {\displaystyle n} - broj okretaja stroja u sekundi.

### Termički stupanj djelovanja Stirlingovog ciklusa
Termički stupanj djelovanja Stirlingovog ciklusa se definira kao:
{\displaystyle \eta _{S}={\frac {w_{uk}}{q_{34}+\left(1-\eta _{reg}\right)q_{23}}}} ,

a kako je u teorijskom ciklusu regenerator idealan ( {\displaystyle \eta _{reg}=1} ), tada vrijedi:
{\displaystyle \eta _{S}={\frac {w_{uk}}{q_{34}}}={\frac {\left(T_{max}-T_{min}\right)R\ ln\left({\frac {v_{4}}{v_{3}}}\right)}{T_{max}R\ ln\left({\frac {v_{4}}{v_{3}}}\right)}}} .

Konačno,termički stupanj djelovanja teorijskog Stirlingovog ciklusa glasi:
{\displaystyle \eta _{S}={\frac {T_{max}-T_{min}}{T_{max}}}} .

## Usporedba s ostalim teorijskim kružnim ciklusima
Teorijski Stirlingov ciklus s idealnim regeneratorom prema termičkom stupnju djelovanja potpuno je ekvivalentan termičkom stupnju djelovanja Carnotovog (najveći termički stupanj djelovanja) i Ericssonovog ciklusa (Ericssonov ciklus postiže Carnotov termički stupanj djelovanja samo uz idealni regenerator kao i Stirlingov ciklus), a veći od termičkog stupnja djelovanja Jouleovog, Dieselova i Ottova ciklusa. Prema dobivenom radu, najbolji ciklus je Ericssonov, a zatim slijede Stirlingov, Jouleov, Dieselov, Ottov te Carnotov ciklus.

## Realni Stirlingov ciklus
Nijedan današnji stroj ne radi na principu teorijskog kružnog ciklusa pa tako ni na principu teorijskog Stirlingovog ciklusa; razlozi su sljedeći: loše brtvljenje, postojanje volumena štetnog prostora, trenje, regeneratori koji nisu idealni... Unatoč tomu, možemo približno opisati tok Stirlingovog ciklusa uzimajući u obzir određene nesavršenosti te se tako dobije realni Stirlingov ciklus.